# 統一党
統一党（とういつとう）は、李承晩政権（第一共和国）時代の韓国における保守政党。群小政党として1961年の5・16軍事クーデターによって解散させられるまで存在した。

## 概要
当時の有力野党の民主党から除名された金俊淵が、党内の同調勢力を糾合して1957年11月16日に結成した。委員長（党首）には金俊淵が、副委員長に韓東燦と徐相灝が就任した。党結成時は国会議席2名（金俊淵と他1名）が在籍していたが、李承晩大統領与党である自由党と民主党の狭間で、勢力を伸ばすことが出来ず、1958年5月の総選挙と1960年7月の総選挙では、同党が獲得した議席は1議席に留まった。